# Cybocephalus taiwanensis
Cybocephalus taiwanensis là một loài bọ cánh cứng trong họ Cybocephalidae. Loài này được Tian & Pang miêu tả khoa học năm 1994.